# La Nuit de l'oracle
La Nuit de l'oracle (titre original : Oracle Night) est un roman de l'écrivain américain Paul Auster, publié en 2003 (2004 en français).

## Résumé
Sydney Orr, dont la famille est originaire de Pologne, est un jeune écrivain, vivant à New York. Nous sommes le 18 septembre de la même année, il est sorti de l’hôpital depuis trois mois. Il est marié et le couple semble solide.
Poussé par le désir d'écrire, il s’aventure dans une nouvelle papeterie tenue par un Chinois nommé Chang. Il choisit un carnet bleu « portugais » ; c'est pour lui le support adéquat pour redémarrer sa passion. Le canevas  du roman lui a été suggéré par son ami écrivain John Trause : il s'agit de développer l'histoire de Flitcraft (personnage tiré du roman Le Faucon maltais).
Le personnage principal de Sidney est  Nick Bowen : ce dernier est éditeur et tout naturellement vit à New York. Sorti pour porter le courrier, il voit une gargouille tomber d’un mur à côté de lui. Celle-ci manque le tuer. Déjà troublé le matin même par une femme qui n’est pas la sienne, ennuyé par son métier d’éditeur qu’il n’aime plus, il décide alors de recommencer sa vie et prend arbitrairement  un avion pour Kansas City en lisant le manuscrit d'un roman : La Nuit de l'oracle. Ce texte lui a été donné par Rosa Leighman qui est la petite fille de l'écrivaine Sylvia Maxwell.
Quelque temps plus tard, Sid s’inquiète du comportement de Grace, sa femme : elle quitte sans raisons leur maison. Elle annonce qu'elle est enceinte mais refuse d'envisager d'être mère. Toutes ces incohérences, il les explique par sa trop longue hospitalisation.
Il continue à écrire. Nick Bowen, seul à Kansas City, rencontre Ed Victory, chauffeur de taxi ; celui-ci est un collectionneur d’annuaires téléphoniques datant de la dernière guerre. Nick, en feuilletant les  bottins, va retrouver les noms de familles polonaises  dont les Orlowski. Ce patronyme est celui de la famille de Sidney Orr, avant qu'elle n'émigre pour les USA. Cette scène a lieu dans un abri anti-atomique désaffecté.
Sid commence ensuite l'écriture d'un scénario dans lequel les personnages font des aller-retour dans l'espace-temps...

## Analyse
Paul Auster, est  avec ce livre, engage une réflexion sur la création littéraire. Quels sont les rapports que l'écrivain entretient avec la réalité, avec les autres œuvres ? Peut-on créer en faisant table rase de toute notre culture? Enfin, l'œuvre peut-elle influencer le réel? : « Il n'existait aucun lien entre l'imagination et la réalité, disais-je, aucun rapport de cause à effet entre les mots d'un poème et les événements de nos vies (...) À ma surprise, John était d'avis opposé. (...) Les pensées sont réelles, disait-il, les mots sont réels. Tout ce qui est humain est réel et parfois nous en savons certaines choses avant qu'elles ne se produisent, même si nous n'en n'avons pas conscience. Nous vivons dans le présent, mais l'avenir est en nous à tout moment. peut-être est-ce pour cela qu'on écrit, Sid. Pas pour rapporter des événements du passé, mais pour en provoquer dans l'avenir. »
Les personnages créent une mise en abîme : l'auteur prend un écrivain pour personnage principal, qui lui-même prend un éditeur comme pilier du livre qu'il va écrire... Le nom de John Trause, l'ami de Sid, semble bien être l'anagramme de celui d'Auster et le manuscrit porte pour titre La Nuit de l'oracle...
On ne peut également qu'être surpris par la longueur des notes de bas de page ; pour Jacques Tessier, « d'une part, elles ancrent le lecteur dans la réalité, en donnant au récit une véracité réaliste analogue aux notes de bas de page utilisées par Jules Verne dans ses romans. D'autre part, et contradictoirement, elles tentent, par leur longueur même, de rompre avec l'illusion romanesque en amenant le même lecteur à établir une distanciation critique dans sa lecture, un peu analogue à celle que pratiquait Diderot dans Jacques le fataliste. »
Le lecteur ne peut que se questionner sur tous ces messages envoyés par les personnages et qui restent lettre morte pour leur destinataire.

## Citation
- Incipit: « Je relevais d'une longue maladie. Quand arriva le jour de ma sortie de l'hôpital, c'est à peine si je savais encore comment marcher, à peine si je me rappelais qui j'étais censé être »[4].